# Hiroshi Ninomiya
Hiroshi Ninomiya (二宮 寛, Ninomiya Hiroshi, né le 13 février 1937) est un footballeur et entraîneur japonais. 
Il joua pour l'équipe nationale à 12 reprises (1958-1961) pour 9 buts inscrits. Il joua pour l'équipe de Mitsubishi Heavy Industries mais il ne remporta rien. il fut ensuite entraîneur de cette équipe, remportant deux fois le championnat et deux fois la coupe de l'Empereur. Il finit en tant que sélectionneur national entre 1976 et 1978.

## Clubs

### En tant que joueur
- 1959–1968 :  Mitsubishi Heavy Industries

### En tant qu'entraîneur
- 1967–1975 :  Mitsubishi Heavy Industries
- 1976–1978 :  Japon

## Palmarès
- Championnat du Japon de football
  - Champion en 1969 et en 1973
  - Vice-champion en 1970, en 1971, en 1974 et en 1975
- Coupe du Japon de football
  - Vainqueur en 1971 et en 1973
  - Finaliste en 1967 et en 1968